# Дракула: Принц таме
Дракулa: Принц таме (енгл. Dracula: Prince of Darkness) је британски хорор филм из 1966. године, режисера Теренса Фишера, трећи у Хамеровом серијалу филмова о Брем Стокеровом Дракули. Кристофер Ли се после паузе у Дракулиним невестама вратио у улогу грофа Дракуле, који је васкрснуо након што је претворен у пепео на крају Дракулиног хорора.
И овај наставак је остварио успех и у финансијском погледу и у погледу оцена критичара. Сајт Rotten Tomatoes га је оценио са 80%, што је још више од Дракулиних невести. Трећи успешан филм у серијалу је проузроковао велики пробој на америчко тржиште, што је обезбедило веће буџете за предстојеће делове.
Интересантно је да и поред тога што је главни лик, Дракула не говори готово ништа у целом филму. Разлог за то је што је глумац Кристофер Ли сматрао да је свака реченица коју је требало да каже сувишна и желео је да представи Дракулу више као животињу него као човека. Од ликова из претходних филмова, једино се појављује Питер Кушинг као Абрахам ван Хелсинг у флешбек сцени на почетку филма.

## Радња
Филм почиње присећањем како је професор Абрахам ван Хелсинг уништио грофа Дракулу помоћу Сунчеве светлости и импровизованог крста направљеног од два свећњака, на крају Дракулиног хорора. 
Један од Дракулиних присталица по имену Клов, превари четрворо туриста који породично путују кроз Карлсбад, да преноће у Дракулином дворцу. Одмах након вечере, Клов убија једног од браће Кент, Алана, и оставља да његова крв исцури у ковчег са Дракулиним пепелом и прстеном, што доводи до Дракулиног поновног ускрснућа.
Убрзо Дракула претвара Аланову супругу у вампира, док Чарлс и његова супруга Дајана успевају да побегну. У покушају бекства, наилазе на оца Сандора који их одводи до оближњег манастира, јер мисли да ће тамо бити безбедни. 
У коначном окршају с грофом, отац Сандер пушком пробија лед на смрзнутој реци, на којој је Дракула стајао, те он упада у њу и дави се (текућа вода је једна од фаталних слабости вампира).

## Улоге
| Глумац         | Улога                                          |
| -------------- | ---------------------------------------------- |
| Кристофер Ли   | гроф Дракула                                   |
| Барбара Шели   | Хелен Кент                                     |
| Ендру Кир      | отац Сандор                                    |
| Френсис Метјуз | Чарлс Кент                                     |
| Сузан Фармер   | Дајана Кент                                    |
| Чарлс Тингвел  | Алан Кент                                      |
| Торли Вотерс   | Лудвиг                                         |
| Филип Лејтам   | Клов                                           |
| Валтер Браун   | брат Марк                                      |
| Џек Ламберт    | брат Питер                                     |
| Филип Реј      | свештеник                                      |
| Питер Кушинг   | проф. др Абрахам ван Хелсинг (архивски снимци) |